# Patrick Bristow
Patrick Bristow (26 september 1962) is een Amerikaans acteur.
Hij heeft van 2005 - 2008 meegespeeld in The Suite Life of Zack & Cody als Patrick.
- Library of Congress Control Number: no99059768
- Virtual International Authority File: 29168355
- WorldCat: E39PBJqQCF4yxFxwhcyHmyjDMP